# Petro Trad
Petro Trad (arabsky) بيترو طراد, (anglicky) Petro Trad (1876 Bejrút, Libanon – 1947 Bejrút) byl libanonský právník, politik a ke konci Francouzského mandátu Sýrie a Libanonu, na krátkou dobu, úřadující prezident Libanonu (22. července – 21. září 1943). Od 1. srpna do 25. září 1943 byl též premiérem.

## Životopis
Narodil se v Bejrútu v roce 1876 do rodiny příslušníků ortodoxní pravoslavné církve. Právnický titul získal na Pařížské univerzitě. Po 1. světové válce se vrátil do Bejrútu jako spojenec Francie a založil „Ligu křesťanských sekt“ (League of Christian Sects), která požadovala ukončit osmanskou správu v zemi a ustavit Francouzský mandát Sýrie a Libanonu. Od roku 1925 byl členem libanonského parlamentu. V následujících osmnácti letech byl mluvčím parlamentu i jeho předsedou (1937–1939). Jako právník si získal ve svém regionu velkou oblibu, částečně proto, že jeho advokátní kancelář zastupovala chudé, kteří si nemohli dovolit platit poplatky za právnické služby.
Jeho předchůdce ve funkci prezidenta Libanonu Ajúb Thabit přišel o svůj úřad při mocenských bojích mezi muslimskými a křesťanskými stranami. Petro Trad jako umírněný křesťanský politik byl pověřen výkonem funkce prezidenta do řádných voleb 21. září 1943, kdy ho vystřídal nově zvolený prezident Bišára Chúrí.
Zemřel v Bejrútu v roce 1947.